# Celles-lès-Condé
Pour les articles homonymes, voir Celles et Condé.
Celles-lès-Condé est une commune française située dans le département de l'Aisne en région Hauts-de-France.

## Géographie
Celles-lès-Condé est située dans le département de l'Aisne, à vol d'oiseau à 62,1 km au sud de la préfecture de Laon, et à 12,9 km à l'est de la sous-préfecture de Château-Thierry. Elle se trouve à 91 km à l'est de Paris.

### Communes limitrophes
La commune est limitrophe avec trois communes, Condé-en-Brie (1 km), Monthurel (2,2 km) et Vallées-en-Champagne (4,1 km).
| Monthurel     |                  | Vallées-en-Champagne (Cne deléguée de Saint-Agnan)    |
|               | Celles-lès-Condé |                                                       |
| Condé-en-Brie |                  | Vallées-en-Champagne (Cne deléguée de Baulne-en-Brie) |

### Hydrographie
La commune est située dans le bassin Seine-Normandie. Elle est drainée par le Surmelin, la Dhuis, le ru de St Agnan, le fossé 01 de la Corvée et divers bras de Surmelin,,.
Le Surmelin, d'une longueur de 41 km, prend sa source dans la commune de Loisy-en-Brie et se jette  dans la Marne à Chartèves, après avoir traversé 17 communes.

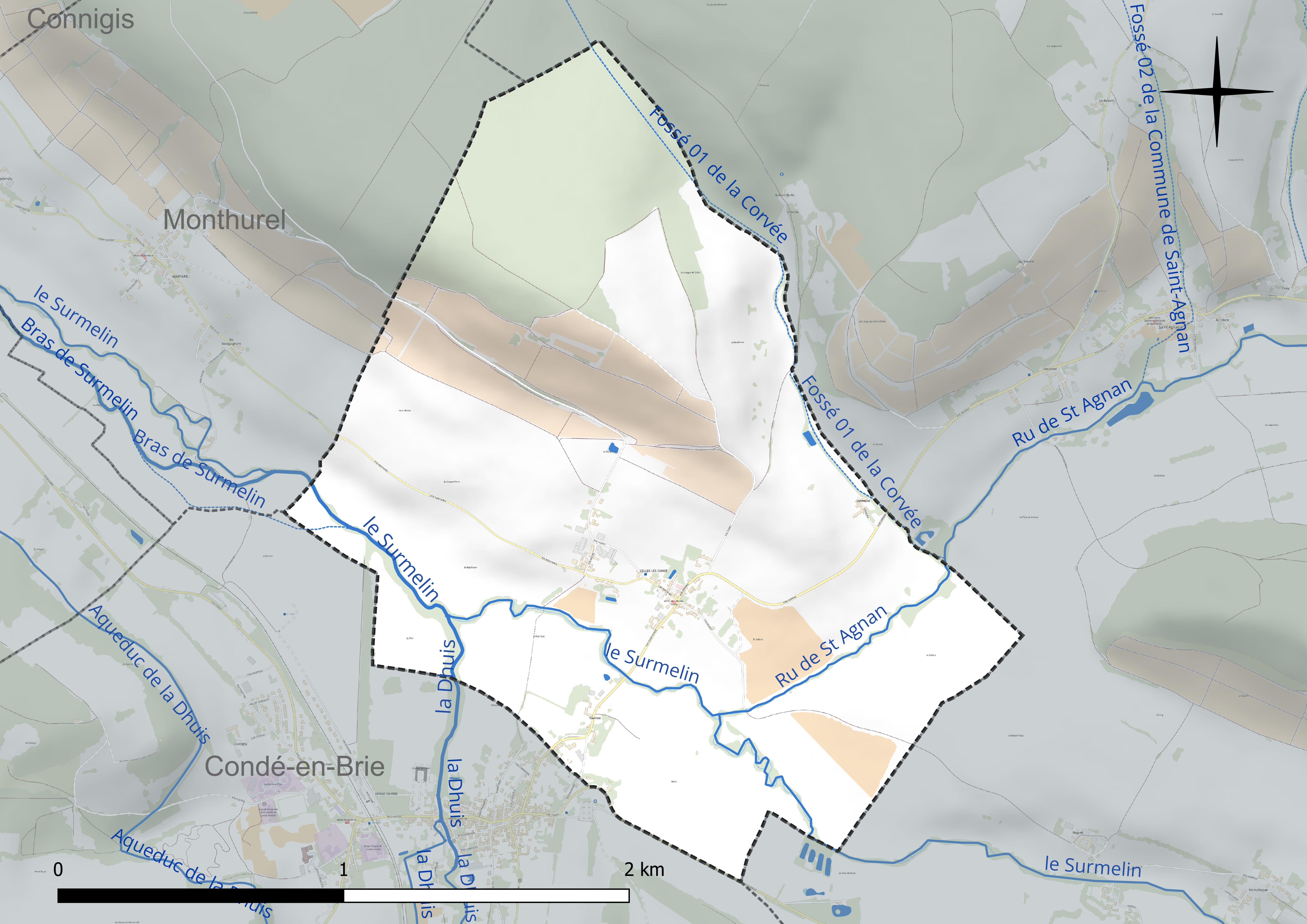
Réseau hydrographique de Celles-lès-Condé.

La Dhuis, d'une longueur de 21 km, prend sa source dans la commune de Janvilliers et se jette  dans le Surmelin sur la commune, après avoir traversé neuf communes.

### Climat
Pour des articles plus généraux, voir Climat des Hauts-de-France et Climat de l'Aisne.
En 2010, le climat de la commune est de type climat océanique dégradé des plaines du Centre et du Nord, selon une étude du CNRS s'appuyant sur une série de données couvrant la période 1971-2000. En 2020, Météo-France publie une typologie des climats de la France métropolitaine dans laquelle la commune est exposée à un climat océanique altéré et est dans la région climatique Nord-est du bassin Parisien, caractérisée par un ensoleillement médiocre, une pluviométrie moyenne régulièrement répartie au cours de l'année et un hiver froid (3 °C).
Pour la période 1971-2000, la température annuelle moyenne est de 10,3 °C, avec  une amplitude thermique annuelle de 15,2 °C. Le cumul annuel moyen de précipitations est de 723 mm, avec 11,5 jours de précipitations en janvier et 8,2 jours en juillet. Pour la période 1991-2020 la température moyenne annuelle observée sur la station météorologique la plus proche, située sur la commune de Blesmes à 9 km à vol d'oiseau, est de 10,6 °C et le cumul annuel moyen de précipitations est de 713,0 mm,. Pour l'avenir, les paramètres climatiques de la commune estimés pour 2050 selon différents scénarios d'émission de gaz à effet de serre sont consultables sur un site dédié publié par Météo-France en novembre 2022.

## Urbanisme

### Typologie
Au 1er janvier 2024, Celles-lès-Condé est catégorisée commune rurale à habitat dispersé, selon la nouvelle grille communale de densité à 7 niveaux définie par l'Insee en 2022.
Elle est située hors unité urbaine et hors attraction des villes,.

### Occupation des sols
L'occupation des sols de la commune, telle qu'elle ressort de la base de données européenne d'occupation biophysique des sols Corine Land Cover (CLC), est marquée par l'importance des territoires agricoles (83,4 % en 2018), une proportion sensiblement équivalente à celle de 1990 (83,5 %). La répartition détaillée en 2018 est la suivante : 
terres arables (68,3 %), forêts (16,1 %), cultures permanentes (11,9 %), prairies (3,2 %), zones urbanisées (0,6 %).
L'évolution de l'occupation des sols de la commune et de ses infrastructures peut être observée sur les différentes représentations cartographiques du territoire : la carte de Cassini (XVIIIe siècle), la carte d'état-major (1820-1866) et les cartes ou photos aériennes de l'IGN pour la période actuelle (1950 à aujourd'hui).

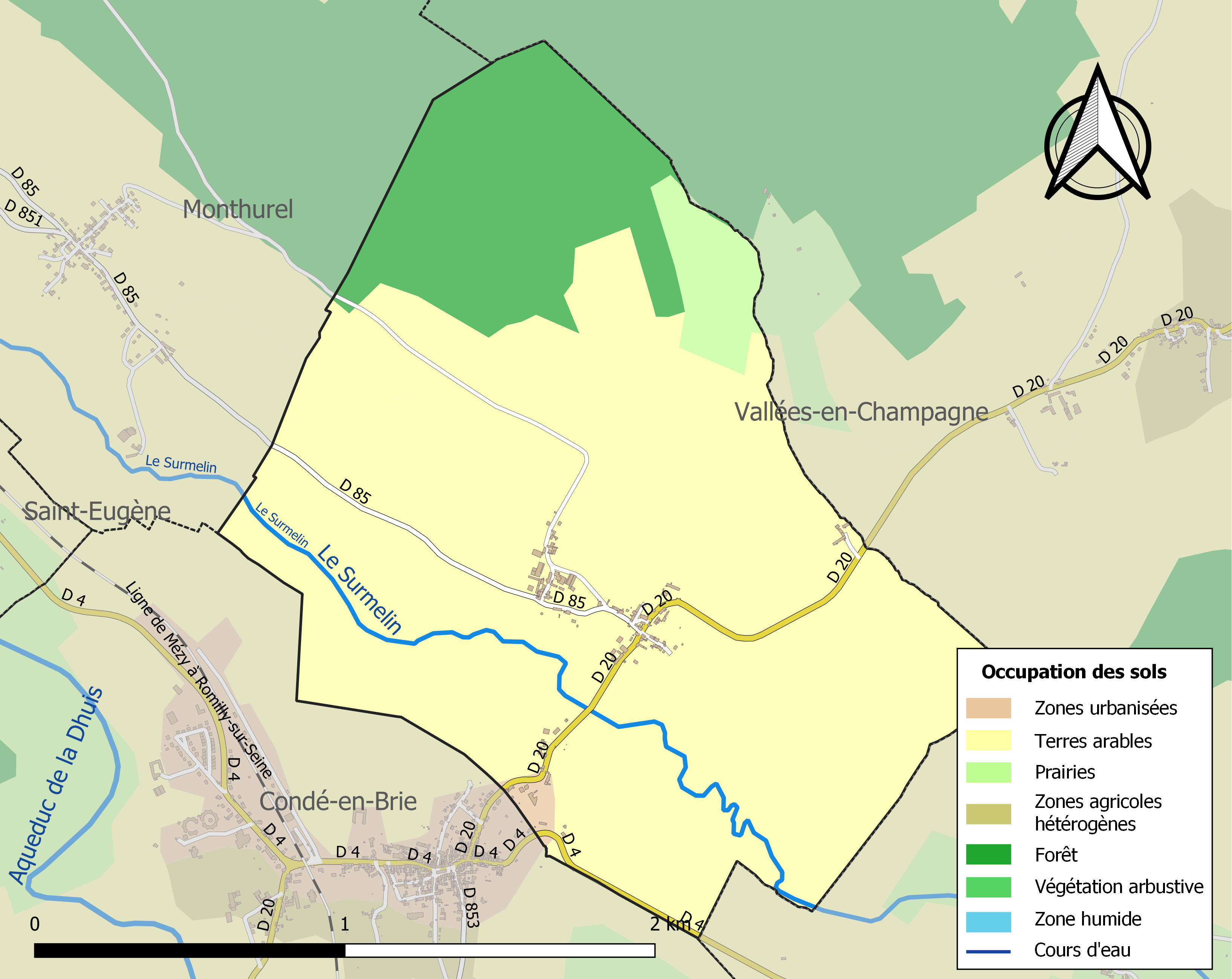
Carte des infrastructures et de l'occupation des sols de la commune en 2018 (CLC).

## Toponymie
Le nom de la localité est attesté sous les formes Kala (1156) ; Cella, Celles-prope-Condatum (XIIIe siècle) ; Celles-en-Brye (1384) ; Selles-Embrie (1400) ; Celles-en-Brie (1427) ; Celles-en-Brye (1442) ; Celles (1510) ; Celle-en-Brie (1561) ; Vallon-Libre (1793).

Durant la Révolution, la commune porte le nom de Celles-lès-Vallon-Libre, Vallon-Libre étant le nom révolutionnaire de Condé-en-Brie.

Celles est un toponyme probablement issu de l'oïl celle, « petit monastère », au singulier.
La préposition « lès » permet de signifier la proximité d'un lieu géographique par rapport à un autre lieu. En règle générale, il s'agit d'une localité qui tient à se situer par rapport à une ville voisine plus grande. La commune de Celles indique qu'elle se situe près de Condé-en-Brie.

## Politique et administration

### Découpage territorial
La commune de Celles-lès-Condé est membre de la communauté d'agglomération de la Région de Château-Thierry, un établissement public de coopération intercommunale (EPCI) à fiscalité propre créé le 1er janvier 2017 dont le siège est à Étampes-sur-Marne. Ce dernier est par ailleurs membre d'autres groupements intercommunaux.
Sur le plan administratif, elle est rattachée à l'arrondissement de Château-Thierry, au département de l'Aisne et à la région Hauts-de-France. Sur le plan électoral, elle dépend du  canton d'Essômes-sur-Marne pour l'élection des conseillers départementaux, depuis le redécoupage cantonal de 2014 entré en vigueur en 2015, et de la cinquième circonscription de l'Aisne  pour les élections législatives, depuis le dernier découpage électoral de 2010.

### Administration municipale
Le nombre d'habitants de la commune étant inférieur à 100, le nombre de membres du conseil municipal est de 7.

#### Liste des maires
| Période                                  | Période                       | Identité             | Étiquette | Qualité                                 |
| ---------------------------------------- | ----------------------------- | -------------------- | --------- | --------------------------------------- |
| Les données manquantes sont à compléter. |                               |                      |           |                                         |
| mars 2001                                | mars 2014                     | Jean-Claude Lointier |           |                                         |
| mars 2014                                | En cours (au 12 juillet 2020) | Jordane Beauchard    | SE        | Employée Réélu pour le mandat 2020-2026 |

## Démographie
L'évolution du nombre d'habitants est connue à travers les recensements de la population effectués dans la commune depuis 1793. Pour les communes de moins de 10 000 habitants, une enquête de recensement portant sur toute la population est réalisée tous les cinq ans, les populations de référence des années intermédiaires étant quant à elles estimées par interpolation ou extrapolation. Pour la commune, le premier recensement exhaustif entrant dans le cadre du nouveau dispositif a été réalisé en 2008.

En 2022, la commune comptait 94 habitants, en évolution de +11,9 % par rapport à 2016 (Aisne : −1,97 %, France hors Mayotte : +2,11 %).
| 1793 | 1800 | 1806 | 1821 | 1831 | 1836 | 1841 | 1846 | 1851 |
| ---- | ---- | ---- | ---- | ---- | ---- | ---- | ---- | ---- |
| 131  | 153  | 138  | 128  | 170  | 182  | 192  | 181  | 162  |

| 1856 | 1861 | 1866 | 1872 | 1876 | 1881 | 1886 | 1891 | 1896 |
| ---- | ---- | ---- | ---- | ---- | ---- | ---- | ---- | ---- |
| 173  | 181  | 162  | 155  | 144  | 130  | 139  | 116  | 132  |

| 1901 | 1906 | 1911 | 1921 | 1926 | 1931 | 1936 | 1946 | 1954 |
| ---- | ---- | ---- | ---- | ---- | ---- | ---- | ---- | ---- |
| 122  | 119  | 104  | 112  | 101  | 101  | 126  | 119  | 103  |

| 1962 | 1968 | 1975 | 1982 | 1990 | 1999 | 2006 | 2008 | 2013 |
| ---- | ---- | ---- | ---- | ---- | ---- | ---- | ---- | ---- |
| 106  | 86   | 93   | 90   | 78   | 77   | 76   | 76   | 83   |

| 2018 | 2022 | - | - | - | - | - | - | - |
| ---- | ---- | - | - | - | - | - | - | - |
| 89   | 94   | - | - | - | - | - | - | - |

## Culture locale et patrimoine

### Lieux et monuments

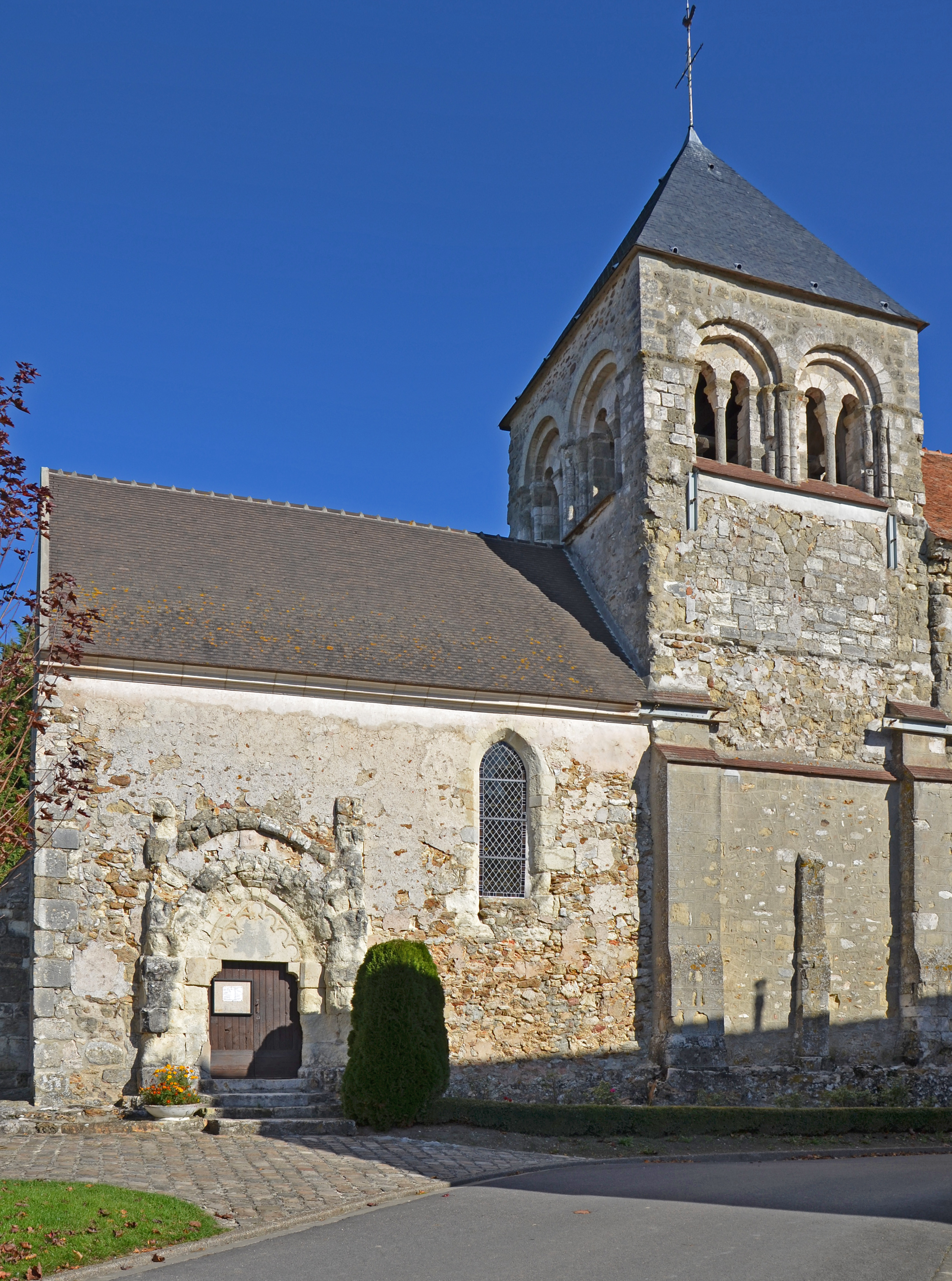
Église de la Nativité-de-la-Sainte-Vierge.

Celles-lès-Condé est un village proche de Condé-en-Brie, avec son clocher roman, la commune fut le siège d'un prieuré dépendant de l'abbaye de Marmoutier de Tours. Le dernier seigneur fut un La Tour du Pin. C'est la seule paroisse de l'Aisne qui faisait partie du diocèse de Troyes avant la Révolution.
- La fontaine Saint-Fiacre dont la source aurait été fréquentée par Blanche de Castille.
- Trois lavoirs dont le plus important se trouve à l'angle de la route de la ferme de Janvier.

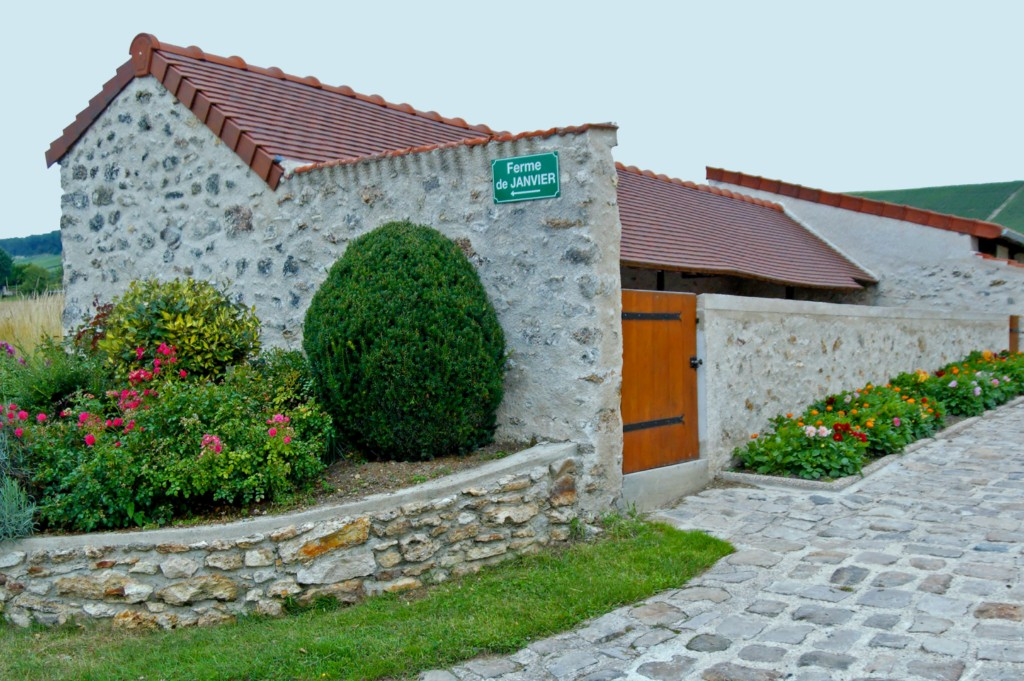
Le lavoir principal, sur la route de la ferme de Janvier.

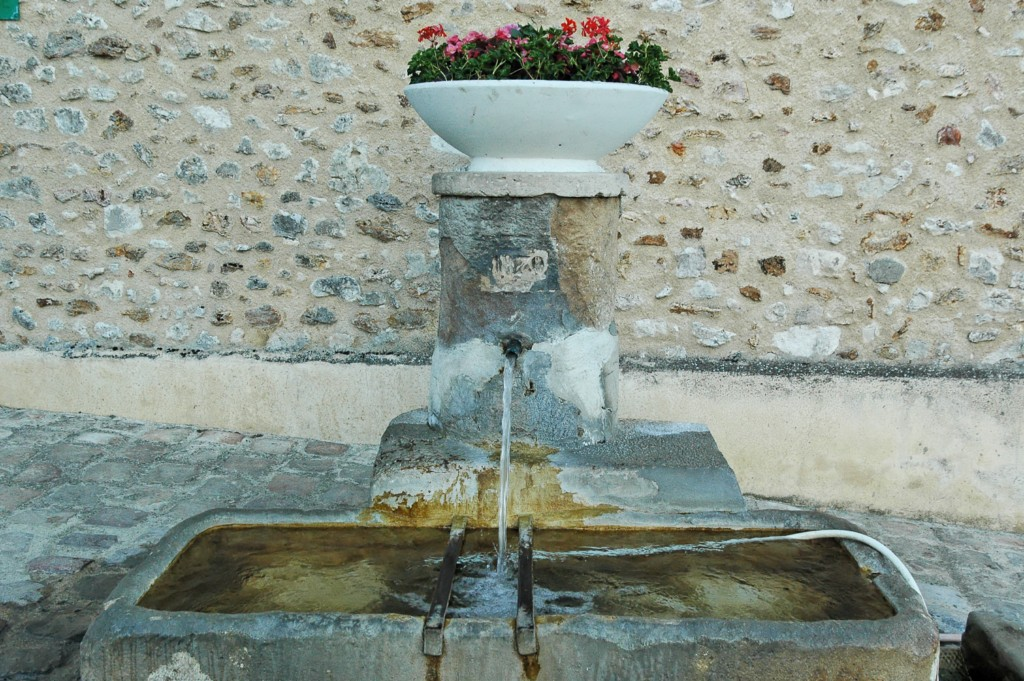
La fontaine Saint-Fiacre de Celles-lès-Condé.

### Personnalités liées à la commune
Blanche de Castille fréquentait la source qui alimente la fontaine Saint-Fiacre.

## Pour approfondir